# Maria Grazia Francia
Pour les articles homonymes, voir Francia.
Maria Grazia Francia, née le 17 septembre 1931 à Florence dans la région de la Toscane et morte le 4 mars 2021 à Terni, est une actrice italienne.

## Biographie
Maria Grazia Francia naît à Florence dans la région de la Toscane en 1931. Elle grandit dans une famille d'acteurs et déménage dans les années 1940 à Rome afin de suivre les cours du Centro sperimentale di cinematografia. Elle quitte l'institution avant l'obtention de son diplôme pour jouer au cinéma. Après un rôle de figuration dans la comédie Au diable la richesse (Abbasso la ricchezza!) de Gennaro Righelli en 1946, elle apparaît l'année suivante dans le drame social L'Honorable Angelina (L'Onorevole Angelina) de Luigi Zampa et en 1949 dans le film néoréaliste Riz amer (Riso amaro) de Giuseppe De Santis,.
En 1950, elle est à l'affiche du drame Pâques sanglantes (Non c'è pace tra gli ulivi) de Giuseppe De Santis où elle est la victime malheureuse et la femme maudite de Folco Lulli. Elle est la même année l'amante d'Ermanno Randi dans le drame Giuliano bandit sicilien (I fuorilegge) d'Aldo Vergano dans lequel Randi joue le rôle d'un bandit sicilien, membre de la Cosa nostra et du Mouvement pour l'indépendance de la Sicile contre lequel se bat le frère de Maria Grazia, incarné par Vittorio Gassman. L'histoire de ce film est partiellement inspiré de la vie du bandit Salvatore Giuliano. Elle interprète la même année le rôle d'une prostituée que tente de sauver Giorgio De Lullo dans le drame Il voto de Mario Bonnard qui est réalisé d'après la pièce de théâtre éponyme du dramaturge Salvatore Di Giacomo,,.
En 1951, elle est la fiancée d'Enrico Luzi (it) dans la comédie Auguri e figli maschi! de Giorgio Simonelli. Elle tourne ensuite pour différents réalisateurs, comme Armando Grottini, Leonardo De Mitri, Jacopo Comin ou Georg-Wilhelm Pabst, et prend notamment part au film d'aventures Milady et les Mousquetaires (Il Boia di Lilla) de Vittorio Cottafavi adapté du roman Les Trois Mousquetaires d'Alexandre Dumas et joue dans le drame social Onze heures sonnaient (Roma ore 11) de Giuseppe De Santis. En 1953, elle est sauvée par Armando Francioli dans le film historique Le Bourreau de Venise (I Piombi di Venezia) de Gian Paolo Callegari, son dernier rôle important au cinéma. Elle obtient par la suite des rôles secondaires ou des premiers rôles dans des films à petits budgets, jouant notamment pour Max Calandri (it), Sergio Corbucci, Sergio Grieco, Raffaello Matarazzo, Roberto Bianchi Montero, Giuliano Montaldo ou Gianni Puccini. Elle s'oriente alors vers le théâtre et apparaît à la télévision dans quelques téléfilms adaptés de pièces de théâtre, avant de mettre fin à sa carrière d'actrice à la fin des années 1960,,.

## Filmographie

### Au cinéma
- 1946 : Au diable la richesse (Abbasso la ricchezza!) de Gennaro Righelli
- 1947 : L'Honorable Angelina (L'Onorevole Angelina) de Luigi Zampa
- 1949 : Riz amer (Riso amaro) de Giuseppe De Santis
- 1949 : Rondini in volo de Luigi Capuano
- 1950 : Pâques sanglantes (Non c'è pace tra gli ulivi) de Giuseppe De Santis
- 1950 : Giuliano bandit sicilien (I fuorilegge) d'Aldo Vergano
- 1950 : Il voto de Mario Bonnard
- 1951 : Santa Lucia luntana... d'Aldo Vergano
- 1951 : Due sorelle amano de Jacopo Comin
- 1951 : Auguri e figli maschi! de Giorgio Simonelli
- 1952 : Les enfants ne sont pas à vendre (I figli non si vendono) de Mario Bonnard
- 1952 : Onze heures sonnaient (Roma ore 11) de Giuseppe De Santis
- 1952 : L'angelo del peccato de Leonardo De Mitri et Vittorio Carpignano (de)
- 1952 : Rimorso d'Armando Grottini
- 1952 : Milady et les Mousquetaires (Il Boia di Lilla) de Vittorio Cottafavi
- 1953 : La Maison du silence (La voce del silenzio) de Georg-Wilhelm Pabst
- 1953 : Femmina senza cuore de Renato Borraccetti (de)
- 1953 : Le Bourreau de Venise (I Piombi di Venezia) de Gian Paolo Callegari
- 1953 : Passione de Max Calandri (it)
- 1954 : La peccatrice dell'isola, de Sergio Corbucci et Sergio Grieco
- 1954 : L'Esclave du péché (La schiava del peccato) de Raffaello Matarazzo
- 1954 : Addio, Napoli! de Roberto Bianchi Montero
- 1956 : I pappagalli de Bruno Paolinelli
- 1956 : Ciao, pais... d'Osvaldo Langini (it)
- 1956 : Accadde di notte de Gian Paolo Callegari
- 1956 : Honey degli uomini perduti d'Enzo Della Santa (it)
- 1957 : La donna che amo de Mario Costa
- 1958 : Goodbye Firenze! de Rate Furlan (it)
- 1961 : Le Commando traqué (Tiro al piccione) de Giuliano Montaldo
- 1964 : Au pays des Skipétars (Der Schut) de Robert Siodmak
- 1965 : I soldi de Gianni Puccini

### À la télévision
- 1954 : Il tempo è la famiglia Conway de Mario Landi
- 1955 : Il terzo marito de Silverio Blasi
- 1957 : Via Beigarbo de Vittorio Cottafavi
- 1958 : La leggenda di ognuno de Franco Enriquez (it)
- 1960 : Quando amor comanda de Vittorio Cottafavi
- 1961 : Quel che passa il convento de Carla Ragionieri (it)
- 1964 : Centocinquanta la gallina canta de Luciano Mondolfo (it)
- 1968 : La pietà di novembre de Valerio Zurlini